# Seznam postav ve světě Star Wars
Zde je seznam důležitých postav ze světa Star Wars, filmového i knižního. Najdete zde příslušníky Světlé strany Síly (Jedi), příslušníky Temné strany Síly (Sith) a některé další postavy (bojovníci, generálové, politici).

Mistr Yoda

## Čísla
- 2-1B (Too-onebee)
- 4-LOM
- 8D8 (Atedeate)

## A
- A-3D0
- Aarrba Hutt
- Aayla Secura
- Achk oMed-Beq
- Adi Gallia
- Admirál Ackbar
- Admiral Firmus Piett
- Admirál Daala
- Admirál Kendal Ozzel
- Admirál Motti
- Agen Kolar
- Ahsoka Tano – učednice Anakina Skywalkera
- Aidan Bok
- Ainlee Teem
- Ajunta Pall – první Sith, jako jediný ze Sithů se vrátil na světlou stranu síly
- A'kal Vincolan
- Ak-rev
- Aks Moe
- Aldar Beedo
- Alema Rar
- Alexander Kensar
- Alexsandr Kallus – původně agent ISB a pozdější Povstalec
- Alicia Chinn
- Alora
- Alto Stratus
- Amanaman
- Amee
- Anakin Skywalker – učedník Obi-Wana Kenobiho, později učedník Dartha Sidiouse a Sith Darth Vader, otec Luka Skywalkera a Leiy
- Anakin Solo – syn Hana Sola a Leiy Organy Solo (legends)
- Anchor Blue
- Anna Jool
- Arvel Crynyd
- AP-5 - droid a přítel Choppera
- Apailana
- Appo (Velitel klonů)
- Arca Jeth
- Asajj Ventress – učednice hraběte Dooku/Dartha Tyranuse
- A'Sharad Hett
- Ask Aak
- Atris
- Attichitcuk
- Atton Rand
- Aurra Sing
- AV-6R7
- Azrakel

## B
- B2EMO – drid rodiny Andorů
- Bacara (Velitel klonů CC-1138)
- Bail Antilles
- Bail Organa – adoptivní otec Leiy Organy Solo
- Bana Breemu
- Bao-Dur
- Barada
- Barquin D'an
- Barriss Offee
- Bashad Jendu
- Bastila Shan – rytířka Jedi, později učednice Dartha Malaka, navrácena k světlu Revanem
- Baylan Skoll – bývalý Jedi a žoldák pracující pro imperiální zůstatek
- BB-8 – droid Poa Damerona
- Beedo
- Belia Darzu
- Ben Skywalker
- Beru Whitesun Lars
- Bevel Lemelisk
- Bib Fortuna
- Biggs Darklighter
- Bith
- Bix Caleen – mechanička na planetě Ferrix a pozdější členka Povstání
- Bly (Velitel klonů CC-5052)
- Boba Fett – syn Jango Fetta
- Boc
- Bodo Baas
- Bo-Katan Kryze – Mandalorianka, sestra vévodkyně Satine Kryze a členka Umrličí hlídky
- Borsk Fey'lya
- BoShek
- Bossk je nájemným lovcem
- Brakiss
- Bria Tharen
- Bultar Swan

## C
- C-3PO
- Cade Skywalker
- Cad Bane
- Callista
- Calo Nord
- Canderous Ordo
- Cara Dune
- Carth Onasi
- Cassian Andor – povstalecký agent
- Cassus Fett
- Cay Qel-Droma
- Cerasi
- Chalmun
- Charal
- Charza Kwinn
- Chewbacca – pravděpodobně nejznámější příslušník rasy wookie z univerza Hvězdných válek. V české verzi Žvejk nebo Žvejkal.
- Chi Eekway
- Chief Bast
- Chirpa (Šéf)
- Chopper – droid Hery Syndully
- Chuundar
- Cilghal
- Cindel Towani
- Cin Drallig
- Císařovna Teta
- Cliegg Lars
- Cody (Velitel klonů CC-2224)
- Coleman Trebor
- Cordé – služebná Padmé Amidaly. Na začátku dílu Klony útočí v přestrojení za ni umírá a tím jí zachraňuje život.
- Corla Metonae
- Corran Horn
- Cradossk
- Crion
- Crix Madine
- Crosshair – (česky Střelec) klonový vojak se speciálními mutacemi a člen Bad Batch (česky Vadná várka)
- Cydon Prax

## D
- Daakman Barrek – mistr Jedi, ač člověk, pocházel z planety Mrlsst. Stal se nakonec mistrem a v průběhu Klonových válek byl jedním z generálů. Byl však zabit v roce 22 BBY, velice brzo po jejich vypuknutí, na Muunilinstu generálem Grievousem
- Dak Ralter – pilot rebelské flotily, původem z Kalista VI, což byla trestanecká kolonie pro politické vězně režimu imperátora Palpatina. Nakonec se mu povedlo odtamtud utéct a přidal se k rebelům. Účastnil se jako pilot bitvy o Yavin v roce 0, ale zemřel o 3 roky později při Vaderově invazi na Hoth. Ztvárnil ho v Epizodě V herec John Morton.
- Darca Nyl – žoldnéř z Vnějšího pásu, který pak ve stáří na čas pomáhal rebelům ve výcviku příslušníků špionážní sítě.
- Darred Janren – nabooský architekt, manžel Soly Naberrie a tedy švagr Padmé Amidaly, a otec Pooje Nabarrie, senátorky za Naboo v imperiálním senátu.
- Darth Andeddu
- Darth Bandon – učedník Dartha Malaka. Byl zabit na Manaanu Revanem.
- Darth Bane
- Darth Caedus
- Darth Krayt
- Darth Malak
- Darth Malgus – Pochází z planety Dromund Kaas. V mládí býval válečníkem, v bojích se pohyboval v předních liniích. Kromě toho měl twi'leckou milenku Eleenu Daru; spíše než jako k otrokyni se k ní choval jako k manželce a směla ho jako jediná názývat jeho skutečným jménem Veradun. Spolu se účastnili řady kampaní, například na přepadení Coruscantu v roce 3653 BBY. Ačkoliv to byl jen další "špinavý sithský lord", byl Malgus mužem, jenž ctí dohody a čestné jednání, a to u nepřátel, když třeba ušetřil Aryn, jež se chtěla pomstít za smrt jejího mistra, za to, že nezabila jeho ženu. Po Coruscantské smlouvě se neúčastnil politických bojů o moc v Impériu. Účastnil se však bojů o moc nad armádami a zdroji, díky čemuž si zajistil místo v Temné radě. Kromě toho stál v čele vojenského tažení do Neznámých regionů a zvyšoval si vliv v Impériu. Jeho výhodou bylo, že neměl žádnou významnou mocenskou základnu, takže jeho nepřátelé proti němu nepodnikali žádné kroky. Později v roce 3641 BBY si na Ilumu (po smrti císaře) vybudoval vlastní Impérium. Velmi brzy mu ale Darth Nox se svou učednicí setnuli hlavu a vzali si jeho meč.
- Darth Maul – Sith, učedník Dartha Sidiouse, zabil Qui-Gon Jinna a byl přeseknut Obi-wan Kennobi,v klonových válkách dostal mech. spodní část těla
- Darth Nihilus – učedník Darth Traye, mistr Visas
- Darth Plagueis – Sith, mistr Dartha Sidiouse
- Darth Revan – učedník Kreiy, Zhara Lestina a několika dalších, mistr Dartha Malaka
- Darth Rivan
- Darth Ruin
- Darth Sidious – viz Palpatine
- Darth Sion
- Darth Traya – Jedi Kreia, poté Sith, mistryně Dartha Revana a Dartha Nihiluse
- Darth Tyranus – viz hrabě Dooku
- Darth Vader – viz Anakin Skywalker
- Dark Underlord
- Dathka Graush – byl sithský král kolem roku 7000 BBY. Během jedné z opakujících se občanských válek na Korribanu ovládl tři čtvrtiny planety. Během svého života studoval sithskou alchymii, pomocí které stvořil korribanské zombie, jež využil k upevnění své vlády. Rovněž vlastnil helmu schopnou znásobit jeho sílu. Své vlastní srdce si nechal transplantovat za zvláštní krystal, jenž ho dále posílil. Po své smrti byl pochován v Údolí králů na Korribanu a jeho duch zůstal uvězněn v jeho hrobce.
- Daultay Dofine
- Davik Kang – vůdce podsvětí na planetě Taris, člen celogalaktické zločinecké organizace Centrála (Exchange) a vlastník lodi Ebon Hawk. Byl nakonec zabit Revanem.
- Dedra Meero – jedna ze supervizorů imperiální výzvědné služby ISB
- Denaria Kee
- Dengar
- Depa Billaba – mistryně Caleba Duma alias Kanana Jarruse
- Derek Klivian
- Desann – Rytíř Jedi, později temný Jedi pocházející z planety, na níž se ho kvůli jeho "magickým schopnoststem ostatní vyhýbali a báli se ho. Jeho dětství bylo zoufalé a osamělé, dokud ho nenašel jeden obchodník a nepřivedl ho na akademii Jediů na Yavin IV. Zde nalezl štěstí a přátele, kteří ho podporovaly ve vývoji. Časem se ale změnil a začal šikanovat další učedníky. Jednoho dne během tréninku zabil studenta o kterém řekl, že byl příliš slabý na to, aby se stal Jediem, čímž propadl temné straně Síly. Odletěl dřív, než mohl být odsouzen, a přidal se k znovuzrozenému Impériu. Roku 19 ABY byl zabit, když se vrátil do akademie Jediů na Yavin IV. Jedi jménem Kyle Katarn se ho pokusil přimět k návratu na světlo, ovšem Desann odmítl, tak ho musel Kyle Katarn zabít.
- Davin Felth
- Dexter Jettster
- Din Djarin – jako dítě nalezenec Mandalorianů, vyznavač starého mandalorianského učení a adoptivní otec Grogua
- Din Grogu – dříve jedijská ratolest, později adoptivní syn Djarina. Pochází ze stejného druhu jako mistr Jedi Yoda
- Diva Shaliqua
- Dor Gal-ram
- Dormé
- Dorsk 81
- Dorsk 82
- Doda Bodonawieedo
- Dr. Evazan
- Droidík
- Droma
- Droopy "Snit" McCool
- Dud Bolt
- Durge

## E
- E-3P0
- Echuu Shen-Jon
- Edcel Bar Gane
- Eeth Koth
- Eirtaé
- Empatojayos Brand
- Elan Sleazebaggano
- Ephant Mon
- EV-9D9 (Eve-ninedenine)
- Even Piell
- Exar Kun – Sith, učedník Vodo-siosk Basse a Freedona Nadda, mistr Ulic Quel-Droma a Kypa Durrona
- Ezra Bridger – Jedi a učedník Kanana Jarruse, člen Povstání

## F
- Fennec Shand – nájemná lovkyně, později pravá ruka Boby Fetta
- Finn – dezertér StormTrooperů, první výskyt v sedmé epizodě
- Freedon Nadd – učedník Matta Tremayne a Nagy Sadowa, mistr Exara Kuna

## G
- Galak Fyyar
- Galak Stari
- Ganner Rhysode
- Garazeb Orrelios – jeden z posledních Lasatů, člen Povstání a pilot Nové republiky
- Gardulla Hutt
- Garindan
- Garm Bel Iblis
- Gav Daragon
- Gavin Darklighter
- Gen Gjenzek
- Generál Cassio Tagge
- Generál Grievous
- Generál Hux je generál prvního řádu – první výskyt v sedmé epizodě
- Generál Maximilian Veers
- Generál Redd Wessel
- Generál Rom Mohc
- Gethzerion
- Ghent
- Giddean Danu
- Gilad Pellaeon
- Gilramos Libkath
- G0-T0
- Gorc
- Gorm
- Grakchawwaa
- Greeata
- Greedo byl zabit Hanem Solem v epizodě 4 – nová naděje.
- Gree (Velitel klonů CC-1004)
- Greef Karga – místodržící planety Nevarro
- Grizz Frix

## H
- Hanharr
- Han Mana
- Han Solo – pašerák, manžel princezny Leiy
- Henri Malor
- Hera Syndulla – majitelka a pilotka lodi Ghost (česky Stín), členka Povstání a dcera twi'leckého válečného hrdiny Chama Syndully
- Hermiona Bagwa
- Hin-Tai Chinn
- HK-47
- HK-50
- Hermi Odle
- Hok Daragon
- Hondo Ohnaka – proslulý pirátský kapitán z druhu Weequayů se základnou na planetě Florrum
- Horak-mul
- Horox Ryyder
- Hrabě Dooku – Jedi: učedník Yody a mistr Qui-Gon Jinna, poté Sith pod jménem Darth Tyranus: učedník Dartha Sidiouse a mistr Asajj Ventress

## I
- Iaco Stark
- IG-88
- Imperial royal guard
- Indara – mistryně Jedi z konce období Vrcholné republiky, asi sto let před hlavní ságou
- Isolder
- Ister Paddie
- Ivor Drake

## J
- Jabba Hutt
- Jacen Solo – syn Hana Sola a Leiy Organy Solo
- Jacen Syndulla – syn Hery Syndully a Kanana Jarruse, lidsko-twi'lecký míšenec
- Jaden Korr
- Jai Maruk
- Jaina Solo – dcera Hana Sola a Leiy Organy Solo
- Janice Nall
- Jango Fett – nájemný lovec, předloha armády klonů. Poprvé se objevil ve filmu Star Wars: Epizoda II – Klony útočí. Narodil se roku 66 BBY. Když byl ještě malý chlapec, jeho rodiče byli zavražděni a Jango Fetta čekal stejný osud. Život mu zachránil Jaster Mereel a uvedl ho do světa mandalorských žoldnéřů. Ti byli zabiti Jedii a on jako jeden z mála přežil. Před klonovými válkami byl najat Darthem Tyranusem. Ten mu nabídl, zda se nechce stát vzorem pro klonovou armádu, Fett přijal. Kromě vysoké peněžité odměny si Jango přál ještě jednu věc: neupravený klon sebe sama bez urychleného růstu. Bojoval s Obi-Wanem Kenobim. Nakonec byl zabit Jediem Mace Windu v bitvě o Geonosis, v přítomnosti Anakina Skywalkera, Obi-Wana Kenobiho a Padmé Amidaly. Jeho syn (klon) Boba Fett sledoval, jak byl otec zabit, převzal jeho zbroj a také se stal lovcem lidí. Jango Fett má kovové brnění a v něm zabudovaný jetpack, rakety, plamenomet a blaster.
- Jan Ors
- Janu Godalhi
- Jaster Mereel
- Jar Jar Binks – po dobrodružstvím s Qui-Gon Jinn a Obi-wan Kennobi se stal senátorem.
- Jaxxon
- Jecki Lon – jedijská učednice mistra Sola na konci období Vrcholné republiky, asi sto let před hlavní ságou
- Jek Porkins
- Jem Ysanna
- Jenna Zan Arbor
- Jerec
- Jeremitt Towani
- Jessica Meade
- Jobal Naberrie
- Jocasta Nu
- Joclad Danva
- Jodo Kast
- Johun Othone
- Jolee Bindo
- Jori Daragon
- Julius Kensar
- Julius McConner
- Just Skywalker
- Juhani

## K
- Kaan – Sith
- Kabe
- Kalgrath
- Kalpana
- Kapitán Antilles
- Kapitánka Phasma
- Kapitán Lorth Needa
- Kapitán Panaka
- Kapitán Tarpals
- Kapitán Toth
- Kapitán Typho
- Kalyn Farnmir
- Kar Vastor
- Katarine Towani
- Kavar
- Keyan Farlander
- K'Kruhk
- Ki-Adi-Mundi
- Kir Kanos
- Kirtan Loor
- Kit Fisto
- Kitster
- Komandér Gherant
- Komandér Gree
- Komandér Llaban
- Komandér Merai
- Král Terak
- Královna Jamillia – královna planety Naboo a nástupkyně Amidaly. Vládla od 25 do 22 BBY.
- Kreia – viz Darth Traya
- Krussk
- Kueller
- Kylantha
- Kyle Katarn
- Kylo Ren – člen řádu Knights of Ren, temná strana v sedmé epizodě, vlastní červený světelný meč ve tvaru kříže (pravé jméno Ben Solo, syn Hana Sola a Leiy Organy Solo)
- Kyp Durron – Sith, učedník Exara Kuna

## L
- Lama Su
- Lando Calrissian
- Leektar

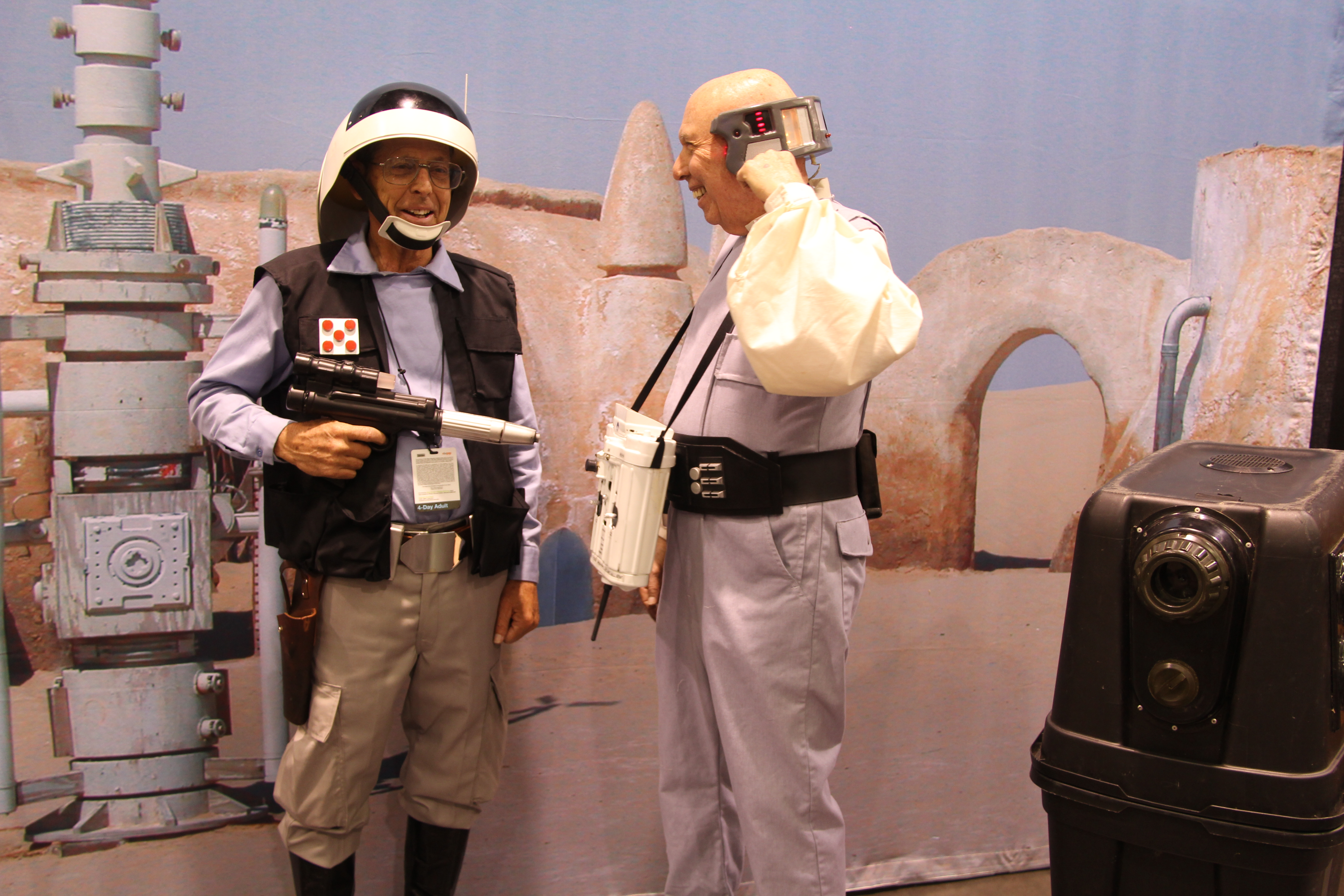
Cosplay rebela [vlevo] a Lobota [vpravo] na oslavě Star Wars v Anaheimu, duben 2015.

- Leia Organa Solo – dcera Anakina Skywalkera a Padmé Amidaly, sestra Luka Skywalkera
- Lexi Dio
- Loam Redge
- Lobot – vystupoval především v epizodě Star Wars: Epizoda V – Impérium vrací úder, kde pomohl posádce lodi Millennium Falcon uniknout z Oblačného města, okupovaného Impériem. Galaktické impérium dalo Lobotovi do mozku kybernetické implantáty, aby pro ně mohl provádět složité úkony a výpočty. Při pokusu o krádež jachty císaře Palpatina utrpěl vážná zranění a jeho kybernetický mozek ho ovládl.
- Lonna Vash
- Lomi Plo
- Lord San tekka
- Lott Dod
- Lowbacca
- Ludo Kressh
- Luke Skywalker – Jedi, syn Anakina Skywalkera a Padmé Amidaly,učedník Bena Kennobi po jeho smrti učedník Yody
- Lumas Etima
- Luminara Unduli
- Lumiya
- Lushros Dofine
- Luthen Rael – šéf povstalecké buňky, jeden z nejdůležitějších členů Povstání
- Lyn Me

## M
- Mace Towani
- Mace Windu – Jedi, člen Rady Jedi
- Mae-ho "Mae" Aniseya – bývalá členka covenu čarodějnic, pozdější učednice Sitha s falešným jménem Qimir na konci období Vrcholné republiky, asi sto let před hlavní ságou
- Magaloof
- Maggi Chinn
- Mahe Chinn
- Malakili
- Malé-Dee
- Mara Jade Skywalker
- Marka Ragnos – Sith, vůdce Sithského impéria
- Mas Amedda
- Matka Aniseya – vůdkyně covenu čarodějnic užívajících Sílu a vlastní matka Mae a Oshi na konci období Vrcholné republiky, asi sto let před hlavní ságou
- Matka Talzin – velmi mocná uživatelka Síly, vůdkyně klanu Sester noci, čarodějnic užívajících Sílu
- Matta Tremayne – mistr Freedona Nadda
- Maw
- Max Rebo
- Maz Kanata
- Meena Tills
- Melas
- Melee
- Memit Nadill
- Merumeru
- Micah Giett
- Mikal Chinn
- Mission Vao
- Moff Jerjerrod
- Momaw Nadon
- Mon Mothma
- Montross
- Morgan Elsbeth – bývalá Sestra noci, později sloužící Impériu a Thrawnovi
- Morgan Katarn
- Muftak
- Mungo Baobab

## N
- N'Kata Del Gormo
- Nabai Chinn
- Naga Sadow – Sith, učedník Simuse, mistr Freedona Nadda
- Nash Adiras
- Nem Bees
- Nat Secura
- Nee Alavar
- Neyo (Velitel klonů CC-8826)
- Nield
- Nien Nunb
- Nilo
- Nom Anor
- Nomi Sunrider
- Nute Gunray
- Nym
- Nyrat Agira

## O
- O-Bin
- O-Lana
- O-Vieve
- Obi-Wan Kenobi – rytíř Jedi, učedník Qui-Gon Jinna, mistr Anakina Skywalkera
- Odan-Urr
- Oddball (Velitel klonů)
- Odumin
- Olana Chion
- Ona Nobis
- Onaconda Farr
- Onimi
- Ood Bnar
- Ooroo
- Oola
- OOM-9
- Oppo Rancisis
- Orn Free Taa
- Ottegru Grey
- Owen Lars

## P
- Pablo-Jill
- Patrick Cresham
- Padmé Amidala
- Palpatine – neboli Darth Sidious, Sith, kancléř galaktického senátu republiky, později imperátor Prvního galaktického impéria, učedník Dartha Plagueise, mistr Dartha Vadera
- Passel Argente
- Pax Bonkik
- Pic
- Plo Koon
- Plovin Kut
- Poe Dameron, světlá strana v sedmé epizodě
- Poggle
- Pol Secura
- Ponda Baba
- Pooja Naberrie
- Po Nudo
- Princ Beju

## Q
- Qi Zhu
- Qordis
- Qui-Gon Jinn – bratr a učedník hraběte Dooku, jeho učedníkem byl Obi-Wan Kenobi
- Qu Rahn
- Quinlan Vos

## R
- R2-D2
- R3PO
- R4-P17
- R5-D4
- Rabé
- Rana
- Raynar Thul
- Rango Tel
- Redge Dunlak
- Reelo Baruk
- Ree-Yees
- Rep Been
- Rey – dříve sběračka lodních součástek, poté členka Odboje a jedijská učednice Luka Skywalkera a Leii Organy v období sequelové trilogie
- Ric Olié
- Rogwa Wodrata
- Romodi Motti
- Ronet Coorr
- Roron Corobb
- Rotta Huttlett, syn Jabby the Hutta
- Rosh Penin
- Roth-Del Masona
- Rune Haako
- Rute Gunnay
- Ruwee Naberrie
- Ryoo Naberrie

## S
- Sabé
- Sabine Wren – Mandalorianka, bývalá nájemná lovkyně, členka Povstání a pozdější učednice Ahsoky Tano
- Saché
- Sade Chinn
- Saelt Marae
- Saesee Tiin
- Sagoro Autem
- Salacious Crumb
- Salla Zend
- Salporin
- San Hill
- Sar Labooda
- Sarkly
- Sariss
- Sate Pestage
- Satine Kryze – vévodkyně planety Mandalore vyznávající pacifismus a sestra Bo-Katan Kryze
- Saul Karath
- Saw Gerrera – bývalý bojovník se Separatisty a pozdější extrémistický povstalec
- Sheltay Retrac
- Sebulba
- Sedriss
- Sei Taria
- Sena Leikvold Midanyl
- Serra Keto
- Sev'rance Tann
- Sha Koon
- Sha'a Gi
- Shaak Ti
- Sharad "Howlrunner" Hett
- Shakka
- Shea Sadashassa
- Shimrra
- Shin Hati – učednice Baylana Skolla v Síle
- Shmi Skywalker
- Shu Mai
- Shug Ninx
- Sifo-Dyas
- Silya Shessaun
- Simus
- Sio Bibble
- Siri Tachi
- Služebná
- Sly Moore
- Sol – Jedi, mistr Jecki Lon v období Vrcholné republiky, asi sto let před hlavní ságou
- Sola Naberrie
- Sonam-Ha'ar
- Sora Bulq
- Ssk Kahorr
- Stam Reath
- Stass Allie
- Sun Fac
- Sy Snootles
- Syril Karn
- Swilla Corey

## Š
- Šéf Nass

## T
- T3-M4
- TC-14
- Tahl
- Tahiri Veila
- Talia
- Talon Karrde
- Tan Yuster
- Tanner Cadaman
- Tannon Praji
- Tarados Gon
- Tarfful
- Tarr Seirr
- Taun We
- Tavion
- Tendau Bendon
- Tenel Ka
- Teneniel Djo
- Terr Taneel
- The Dark Woman
- Thire (Velitel klonů CC-4477)
- Tholme
- Tikkes
- Timar Daragon
- TK-421
- TK-422
- Tom Zarthh
- Torbin – mistr Jedi, který sloužil slib Barash, což znamená, že se vznáší ve vzduchu v tichém stavu meditace v Síle, v takovém stavu byl více než deset let. Žil na konci období Vrcholné republiky, asi sto let před hlavní ságou
- Toonbuck Toora
- Tsavong Lah
- Tu'ala
- Tuknatan
- Tulak Hord – Sith
- Tundra Dowmeia
- Tusken
- Twink Kee
- Tyber Zann
- Tyvokka

## U
- U3PO
- Ulic Qel-Droma – Sith, učedník Exara Kuna
- Uola Kish
- Uthar Wynn

- Unkar plutt

## V
- V-Tan
- Vaklu
- Velkoadmirál Thrawn
- Velkomoff Tarkin
- Vandar Tokare
- Vanden Willard
- Vergere
- Vernestra Rwoh – mistryně Jedi na konci období Vrcholné republiky, asi sto let před hlavní ságou
- Verosha "Osha" Aniseya – bývalá členka covenu čarodějnic, pozdější učednice jediského mistra Sola na konci období Vrcholné republiky, asi sto let před hlavní ságou
- Versé
- Vodo-Siosk Baas – Sith, mistr Exara Kuna
- Vilmarh Grahrk
- Vima Da Boda
- Viqi Shesh
- Visas Marr
- Vol-Daak
- Voolvif Monn
- Vrook Lamar
- Vypovězená

## W
- WA-7
- Wald
- Wam "Blam" Lufba
- Wat Tambor
- Watto
- Wedge Antilles je rebelský pilot
- Welk
- Whie Malreaux
- Wicket W. Warrick
- Wilik Malor
- Wol Cabasshite
- Wookie

## X
- Xanatos
- Xizor
- Xaverri

## Y
- Yaddle
- Yané
- Yarael Poof
- Yarna D'al Gargan
- Yarua
- Yoda – Jedi, učedník N'Kata Del Gormo, nejstarší a nejváženější člen rady Jediů
- Ysanne Isard
- Yun
- Yu'Shaa
- Yuthura Ban

## Z
- Zaalbar
- Zam Wesell
- Zayne Carrick
- Zekk
- Zett Jukassa
- Zez-Kai Ell
- Zhar
- Zo Howler
- Zorneth
- Zorba Hutt
- Zsinj
- Zuckuss